# Kieler Umschlag

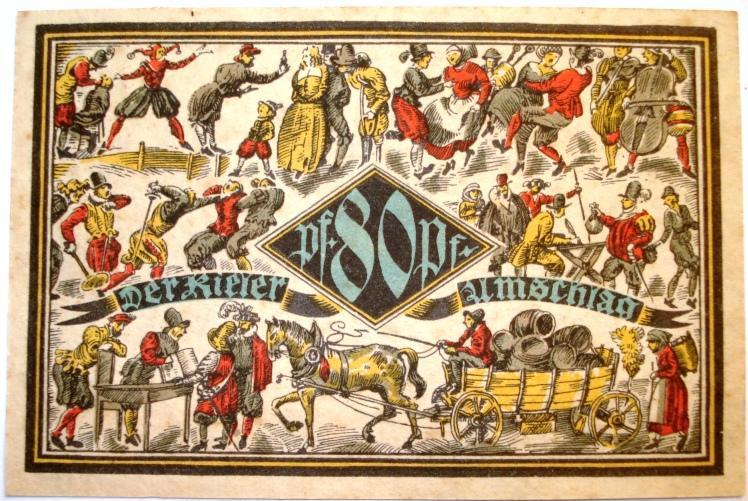
Représentation du Kieler Umschlag sur un Notgeldschein kielois de 1921

Le Kieler Umschlag est une fête populaire à Kiel, capitale du Land Schleswig-Holstein.

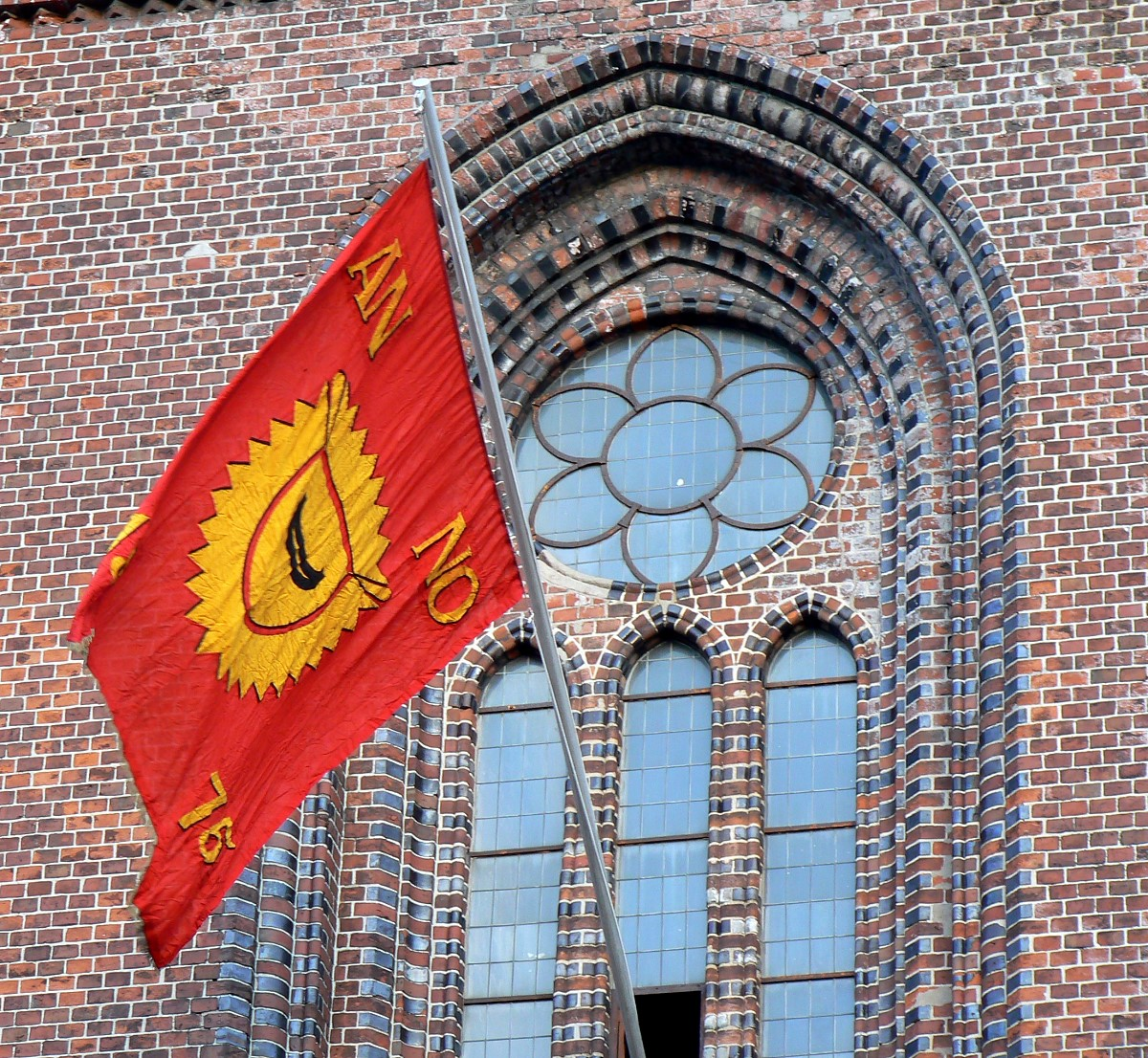
Le drapeau Asmus Büx hissé sur la Nikolaikirche

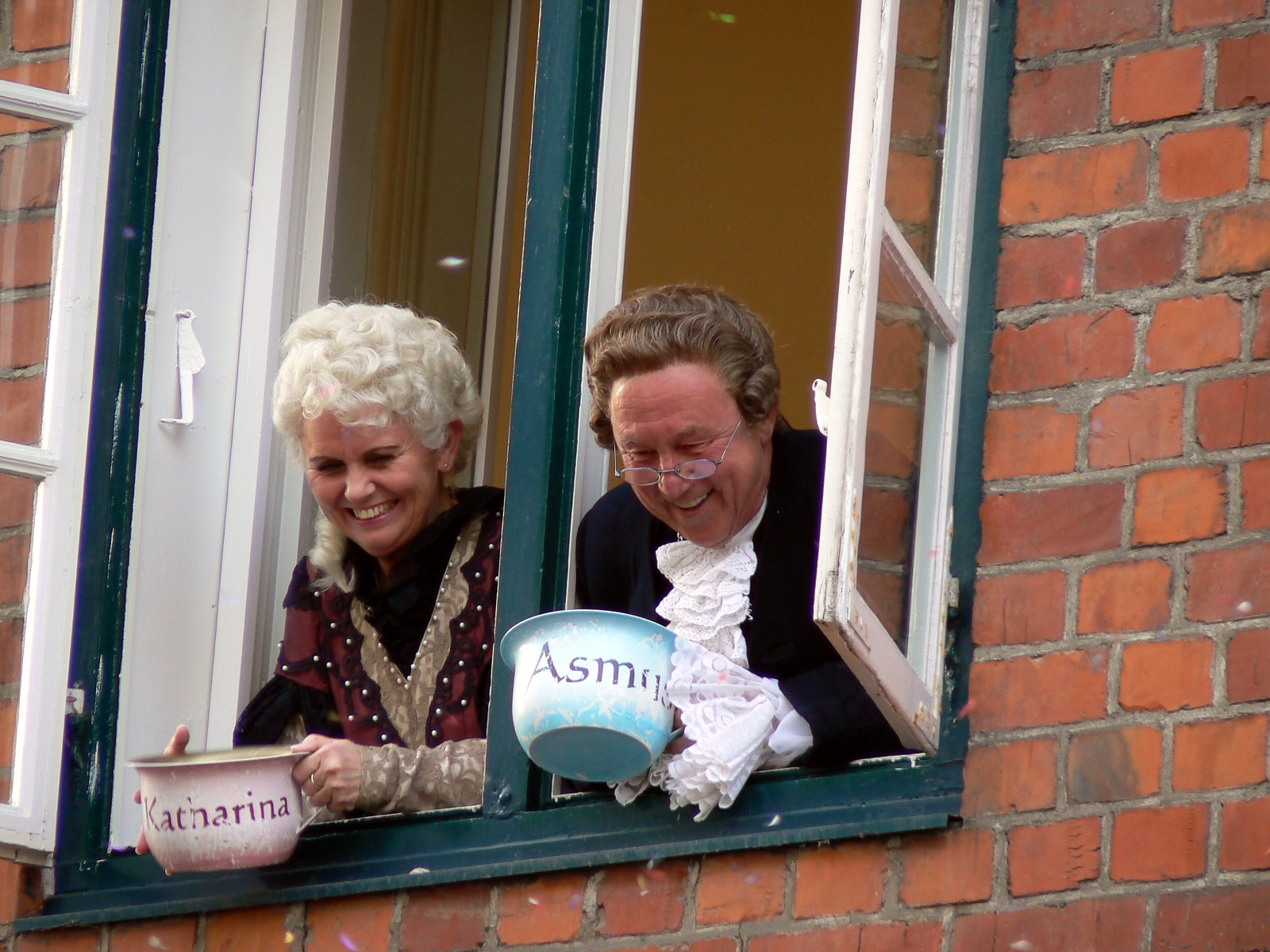
Asmus Bremer et sa femme Katharina après leur réveil au Warleberger Hof

## Histoire
La fête du Kieler Umschlag tire son nom d'un Freimarkt (marché libre) médiéval du même nom, qui avait lieu chaque année depuis 1431. Initialement il avait lieu en novembre (la semaine suivant la Saint-Martin ), à partir de 1473 en janvier. On trouve des écrits mentionnant le Kieler Umschlag datant de 1469. 
L'ouverture du Kieler Umschlag était chaque année le hissage du drapeau de la ville sur la tour de la Nikolaikirche. À cette époque, il s'agissait en fait d'un bouclier en métal peint rouge et présentant aux armes de la ville. C'était certes un symbole de la liberté de marché, mais les gens l'appelaient aussi irrespectueusement le "Bürgermeester sin Büx" (le "falzar du maire" en Plattdeutsch).
Le Kieler Umschlag est rapidement devenu l'un des événements les plus importants du pays. À Kiel, ville alors très importante des duchés de Schleswig et Holstein, les propriétaires fonciers aristocratiques ainsi que les marchands et leurs avocats originaires de Hambourg et de Lübeck se réunissaient à cette occasion tous les ans pour gérer les transactions financières arrivant à échéance. Les dettes étaient remboursées et de nouveaux emprunts étaient contractés. Les négociations avaient eu lieu sur la place du Vieux Marché (de), dans les salles publiques de la mairie et dans l'église elle-même.
À côté de ces transactions, des divertissements étaient organisés en ville pour le public. Jongleurs, funambules, forains et comédiens amusaient la foule, mais aussi, à leurs dépens, ceux qui étaient incapables de s'acquitter de leurs dettes: les créanciers qui ne voyaient pas leur dette honorée avait le droit de faire réaliser des «peintures de la honte», caricatures des emprunteurs n'ayant pas rembourser - et de faire afficher celles-ci. En outre, le débiteur était passible d'une peine de prison.
Au cours du XVIe siècle, le Kieler Umschlag atteignait son apogée, bénéficiant d'une renommée internationale. Le marché perdit de son importance au cours du XVIIe siècle et fut complètement arrêté en 1911. La fête a repris depuis 1975, en tant que simple fête populaire, se déroulant tous les ans le dernier week-end de février dans la Holstenstrasse et sur la place Alten Markt.

## Le Kieler Umschlag aujourd'hui
La reprise du marché a eu lieu le 31 janvier 1975. L'association de soutien «Lebendiges Kiel», fondée en 1973, a relancé la fête avec deux buts: soutenir le développement économique de Kiel et promouvoir la convivialité. Le nouveau Kieler Umschlag était censé être le pendant hivernal de la Kieler Woche. Le programme se veut coloré, culturel et traditionnel, et rencontre un certain succès populaire.
Depuis lors, le Kieler Umschlag a lieu tous les ans et se déroule invariablement dans la tradition suivante : le jeudi précédant le dernier week-end de février, une foule joyeuse se rassemble devant le musée de la ville Warleberger Hof dans la Dänische Strasse et réveille l'ancien maire Asmus Bremer et sa femme Katharina en faisant de la musique - et beaucoup de bruit. Ceux-ci sont interprétés par des acteurs bénévoles et présentent leurs pots de chambre comme un signe d'éveil. Le drapeau de la fête, Asmus Büx, est ensuite hissé sur la tour de la Nikolaikirche: c'est l'ouverture officielle. Pendant toute la fête, on peut croiser dans la foule Asmus Bremer et sa femme. Après quatre jours, le dimanche, Asmus Bremer et sa femme vont se recoucher, c'est la fin de la fête..
La fête a lieu dans la zone piétonne Kiel et sur la Rathausplatz. Outre les manèges et les stands de nourriture, on y trouve un marché médiéval, une  "Handwerkerzel" (tente d'artisans régionaux), et la "Laboer Zelt" (tente de Laboe, où on peut entendre des Shantychören, des chants de marins.
L'un des points forts du Kieler Umschlag est un (vrai) mariage: le Umschlagshochzeit.